# Claudia Segovia Salcedo
María Claudia Segovia Salcedo (n. Cuenca), ?) es una científica ecuatoriana, docente investigadora de la Universidad de las Fuerzas Armadas de Ecuador (ESPE); su trabajo investigativo gira en torno a los ecosistema altoandinos, en las áreas de conservación, biodiversidad y evolución de plantas en ecosistemas fuertemente amenazados por el ser humano. 
Promueve la diversidad y equidad en la ciencia. Es cofundadora y coordinadora de la Red Ecuatoriana de Mujeres Científicas (REMCI) 

## Trayectoria
Estudió Biología en la Pontificia Universidad Católica del Ecuador (PUCE). Realizó una maestría en Ambiente y Biología Vegetal en la Universidad de Ohio y, obtuvo su PhD en el Departamento de Botánica de la Universidad de Florida, Estados Unidos. Actualmente se desempeña como docente investigadora de la carrera de Biotecnología en la Universidad de las Fuerzas Armadas de Ecuador (ESPE).
En el 2014 fue asistente de investigación en el área Repositorio de Recursos Genéticos de la Universidad de Florida, así mismo fue asistente de investigación y programa de divulgación y educación, también asumió el rol de asistente de investigación y de análisis de genomas mitocondriales en plantas verdes.
Entre sus funciones realizadas en el año 2018 fue profesora y presidenta asociada en la Universidad de las Fuerzas Armadas (ESPE). En el mismo año fue coordinadora de la Alianza Internacional y vicepresidente de investigación y coordinadora de la Red Ecuatoriana de Universidades (REDU) en el año 2019.
Como científica y asesora nacional, estudia los ecosistemas altoandinos, específicamente, los bosques andinos con miras a su manejo y conservación. Las áreas en las que trabaja son la conservación, biodiversidad y evolución de plantas en ecosistemas fuertemente amenazados por el ser humano. Sus investigaciones están orientadas a entender los ecosistemas altoandinos desde la perspectiva de la evolución y la genética, y las formas de contribuir a la toma de decisiones basada en evidencia.
Segovia Salcedo estudia los procesos asociados a la toma de decisiones políticas con base en información científica. Ha trabajado en proyectos de conservación genética de palmeras y código de barras genético de plantas andinas en Ecuador.
Finalmente, promueve la diversidad y equidad en la ciencia, comunicación científica y, la interacción del arte con la ciencia.

## Reconocimientos
- En 2017 fue seleccionada como ponente testimonial en la conferencia internacional DIES Liderazgo Femenino y Gestión de la Educación Superior en los Países en Desarrollo en Bonn, Alemania.[1]
- En 2014 recibió un certificado de reconocimiento de la Universidad de Florida, y el premio James C. Grimm al voluntario sobresaliente (ROV), por el posgrado y vivienda familiar. Segovia también recibió una beca de disertación AAW Lockhart en el Centro de Estudios de la Mujer e Investigaciones de Género, de la Facultad de Artes y Ciencias Liberales de esa misma institución.[5]
- Premio de Reconocimiento al Voluntario Destacado (ROV) 2014. Vivienda para graduados y familias. El Capítulo James C. Grimm de la Residencia Nacional Honoraria. Universidad de Florida.[16]
- Beca de disertación AAW Lockhart 2014. Centro de Estudios de la Mujer e Investigaciones de Género. Facultad de Ciencias y Artes Liberales. Universidad de Florida.[22]
- Premio al Estudiante Internacional Destacado 2013. Facultad de Ciencias y Artes Liberales. Universidad de Florida.[22]
- Beca 2011 Facultad para el futuro. Primera ecuatoriana en recibir este premio.

## Proyectos impulsados
1. CHONTA- Diversidad genética de Bactris gasipaes en Ecuador (Co-PI,CEPRA XIII-2019) [23][24]
2. POLYLEPIS: Flujo genético entre especies nativas e introducidas de Polylepis en Ecuador (PI, FONAG)[16]
3. BIOGEEC – Creación de una Línea Base de datos de Códigos de Barras para Ecuador, (Co Pi) 2019-2022 [25]
4. BIO BANKS OF ECUADOR- Creación del Banco de semillas andinas ecuatorianas (HANS BANK) (Co-Pi) 2022-2028. [26][27]
5. PhD Moms – University of Florida[28]
6. Red Latinoamericana de Mujeres en Conservación [29]
7. Red Ecuatoriana de Mujeres Científicas REMCI [30][31]

## Investigaciones y publicaciones
Claudia Segovia cuenta con más de 65 publicaciones e investigaciones científicas, a continuación se incluyen las más relevantes:
1. Segovia-Salcedo et al. 2021. ¿Cómo avanzar en la conservación de los bosques de Polylepis y su diversidad biológica? Neotropical Biodiversity 7(1):318-326. https://doi.org/10.1080/23766808.2021.1953895
2. Joselin Carolina Caiza Guamba, Daniel Corredor, Cristina Galárraga, Jean Pierre Herdoiza, Michelle Santillán & María C. Segovia-Salcedo. 2021. Geometry morphometrics of plant structures as a phenotypic tool to differentiate Polylepis incana Kunth. and Polylepis racemosa Ruiz & Pav. reforested jointly in Ecuador, Neotropical Biodiversity, 7:1, 121-134, DOI: https://doi.org/10.1080/23766808.2021.1906138
3. MARIA C. SEGOVIA-SALCEDO, ALEJANDRA DOMIC, TATIANA E. BOZA E.& MICHAEL KESSLER. 2018. Situación taxonómica de las especies del género Polylepis y las implicaciones en su ecología y conservación . Ecología Austral. http://ojs.ecologiaaustral.com.ar/index.php/Ecologia_Austral/article/view/527
4. LAURA V. MORALES, BEATRIZ FUENTEALBA; C. STEVEN SEVILLANO; ISABEL GÓMEZ; M. CLAUDIA SEGOVIASALCEDO, DANIEL RENISON, DANIEL GREEN, CONSTANTINO AUCCA, ISABELL HENSEN, 2018. Oportunidades para acercar la ciencia a la práctica de la restauración de bosques y arbustales de Polylepis. Ecología Austral http://ojs.ecologiaaustral.com.ar/index.php/Ecologia_Austral/article/view/529
5. Noreen Akhtar, Mansoor Hameed, Fahim Nawaz, Khawaja Shafique Ahmad*, Abdul Hamid Claudia Segovia-Salcedo and Muhammad Muslim Shahnaz . 2017. Leaf anatomical and biochemical adaptations in Typha domingensis Pers. ecotypes for salinity tolerance Botanical Sciences 95(3):1 15 [34]
6. Chris Budenhagen, Alan R. Lemmon, Emily Moriarty Lemmon, Jeremy Bruhl, Jennifer Cappa, Wendy L. Clement, Michael Donoghue, Erika J. Edwards, Andrew L. Hipp, Michelle Kortyna, Nora Mitchell, Abigail Moore, Christina J. Prychid, Maria C. Segovia-Salcedo, Mark P. Simmons, Pamela S. Soltis, Stefan Wanke, Austin Mast Anchored Phylogenomics of Angiosperms I: Assessing the Robustness of Phylogenetic Estimates bioRxiv 086298; doi: http://dx.doi.org/10.1101/086298
7. Richard G. Hodel, M. Claudia Salcedo-Segovia, Jacob B. Landis, Andrew A. Crowl, Miao Sun, Xiaoxian Liu, Matthew A. Gitzendanner, Norman A. Douglas, Charlotte C. Germain-Aubrey, Shichao Chen, Douglas E. Soltis, and Pamela S. Soltis .2016.The report of my death was an exaggeration: a review for researchers using microsatellites in the 21St century Applications of Plant Sciences 4(6) DOI: http://dx.doi.org/10.3732/apps.1600025
8. Richard G. Hodel,Matthew A. Gitzendanner, Charlotte C. Germain-Aubrey, Xiaoxian Liu, Andrew A. Crowl, Miao Sun, Jacob B. Landis, M. Claudia Salcedo-Segovia, Norman A. Douglas, Shichao Chen Douglas E. Soltis Pamela S. Soltis A new resource for the development of SSR markers: Millions of loci from a thousand plant transcriptomes. 2016 Applications of Plant Sciences 4(6) DOI: http://dx.doi.org/10.3732/apps.1600024
9. Douglas E. Soltis, María Claudia Segovia-Salcedo, Ingrid Jordon-Thaden, Lucas Majure, Nicolas M. Miles, Evgeny V. Mavrodiev, Wenbin Mei, María Beatriz Cortez, Pamela S. Soltis, Matthew Gitzendanner. 2014. Are Polyploids Really Evolutionary Dead-ends (Again)? New Phytologist 202(4):1105-1117. DOI: https://doi.org/10.1111/nph.12756 http://onlinelibrary.wiley.com/doi/10.1111/nph.12756/abstract